# Wioślarstwo na Letnich Igrzyskach Olimpijskich 2004
Wioślarstwo na Letnich Igrzyskach Olimpijskich 2004 w Atenach – zawody odbywały się w dniach 15-22 sierpnia 2004 roku w Centrum Wioślarskim i Kajakarskim Schinias.

## Medaliści

### Mężczyźni
| Konkurencja:                 | Złoto: | Srebro: | Brąz: |
| jedynka                      | Olaf Tufte · Norwegia | Jüri Jaanson · Estonia | Iwo Janakiew · Bułgaria |
| dwójka podwójna              | Sébastien Vieilledent · Adrien Hardy · Francja | Luka Špik · Iztok Čop · Słowenia | Rossano Galtarossa · Alessio Sartori · Włochy |
| dwójka podwójna wagi lekkiej | Tomasz Kucharski · Robert Sycz · Polska | Frédéric Dufour · Pascal Touron · Francja | Wasilis Polimeros · Nikolaos Skiatitis · Grecja |
| dwójka bez sternika          | Drew Ginn · James Tomkins · Australia | Siniša Skelin · Nikša Skelin · Chorwacja | Donovan Cech · Ramon di Clemente · Południowa Afryka |
| czwórka wagi lekkiej         | Thor Kristensen · Thomas Ebert · Stephan Mølvig · Eskild Ebbesen · Dania                                                                                            | Glen Loftus · Anthony Edwards · Ben Cureton · Simon Burgess · Australia | Lorenzo Bertini · Catello Amarante · Salvatore Amitrano · Bruno Mascarenhas · Włochy                                                                                    |
| czwórka podwójna             | Nikołaj Spiniew · Igor Krawcow · Aleksiej Swirin · Siergiej Fiodorowcew · Rosja                                                                                     | David Kopřiva · Tomáš Karas · Jakub Hanák · David Jirka · Czechy | Serhij Hryń · Serhij Biłouszczenko · Ołeh Łykow · Leonid Szaposznykow · Ukraina                                                                                         |
| czwórka bez sternika         | Steve Williams · James Cracknell · Ed Coode · Matthew Pinsent · Wielka Brytania                                                                                     | Cameron Baerg · Thomas Herschmiller · Jake Wetzel · Barney Williams · Kanada | Lorenzo Porzio · Dario Dentale · Luca Agamennoni · Raffaello Leonardo · Włochy                                                                                          |
| ósemka                       | Jason Read · Wyatt Allen · Chris Ahrens · Joseph Hansen · Matt Deakin · Dan Beery · Beau Hoopman · Bryan Volpenhein · Peter Cipollone (sternik) · Stany Zjednoczone | Matthijs Vellenga · Gijs Vermeulen · Jan-Willem Gabriëls · Daniël Mensch · Geert Jan Derksen · Gerritjan Eggenkamp · Diederik Simon · Michiel Bartman · Chun Wei Cheung (sternik) · Holandia | Stefan Szczurowski · Stuart Reside · Stuart Welch · James Stewart · Geoffrey Stewart · Boden Hanson · Mike McKay · Stephen Stewart · Michael Toon (sternik) · Australia |

### Kobiety
| Konkurencja:                 | Złoto: | Srebro: | Brąz: |
| jedynka                      | Katrin Rutschow-Stomporowski · Niemcy | Kaciaryna Karsten · Białoruś | Rumjana Nejkowa · Bułgaria |
| dwójka podwójna              | Georgina Evers-Swindell · Caroline Evers-Swindell · Nowa Zelandia | Peggy Waleska · Britta Oppelt · Niemcy | Sarah Winckless · Elise Laverick · Wielka Brytania |
| dwójka podwójna wagi lekkiej | Constanța Burcică · Angela Alupei · Rumunia | Daniela Reimer · Claudia Blasberg · Niemcy | Kirsten van der Kolk · Marit van Eupen · Holandia |
| dwójka bez sternika          | Georgeta Damian · Viorica Susanu · Rumunia | Katherine Grainger · Cath Bishop · Wielka Brytania | Julija Biczyk · Natalla Helach · Białoruś |
| czwórka podwójna             | Kathrin Boron · Meike Evers · Manuela Lutze · Kerstin El Qalqili · Niemcy                                                                                              | Alison Mowbray · Debbie Flood · Frances Houghton · Rebecca Romero · Wielka Brytania                                                                                       | Dana Faletic · Rebecca Sattin · Amber Bradley · Kerry Hore · Australia |
| ósemka                       | Rodica Florea · Viorica Susanu · Aurica Barascu · Ioana Papuc · Liliana Gafencu · Elisabeta Lipă · Georgeta Damian · Doina Ignat · Elena Georgescu (sternik) · Rumunia | Kate Johnson · Samantha Magee · Megan Dirkmaat · Alison Cox · Caryn Davies · Laurel Korholz · Anna Mickelson · Lianne Nelson · Mary Whipple (sternik) · Stany Zjednoczone | Froukje Wegman · Marlies Smulders · Nienke Hommes · Hurnet Dekkers · Annemarieke van Rumpt · Annemiek de Haan · Sarah Siegelaar · Helen Tanger · Ester Workel (sternik) · Holandia |

## Miejsca reprezentantów Polski w finałach
- złoto – Tomasz Kucharski, Robert Sycz – (dwójka podwójna wagi lekkiej mężczyzn)
- 4. miejsce – Adam Bronikowski, Marek Kolbowicz, Sławomir Kruszkowski, Adam Korol – (czwórka podwójna)
- 6. miejsce – Magdalena Kemnitz, Ilona Mokronowska – (dwójka podwójna wagi lekkiej kobiet)
- 6. miejsce – Jarosław Godek, Mariusz Daniszewski, Artur Rozalski, Rafał Smoliński – (czwórka bez sternika)
- 8. miejsce – Mikołaj Burda, Dariusz Nowak, Wojciech Gutorski, Piotr Buchalski, Sebastian Kosiorek, Michał Stawowski, Rafał Hejmej, Bogdan Zalewski, Daniel Trojanowski (sternik) – ósemka